# Строїнці (Вінницький район)
Стро́їнці — село в Україні, у Віннцькому районі Вінницької області. Населення становить 1631 особу. Входить до складу Тиврівської селищної громади.

## Історія
12 червня 2020 року, відповідно до Розпорядження Кабінету Міністрів України від  № 707-р «Про визначення адміністративних центрів та затвердження територій територіальних громад Вінницької області», увійшло до складу Тиврівської селищної територіальної громади.
19 липня 2020 року, в результаті адміністративно-територіальної реформи та ліквідації Тиврівського району, село увійшло до складу Вінницького району.

## Пам'ятки
У селі знаходиться ботанічна пам'ятка природи місцевого значення Строїнецький дендропарк.

## Постаті
- Касько Петро Тимофійович — очолював радгосп протягом 20 років, за часів його керівництва побудовано 2 вулиці житлових будинків — для працівників радгоспу, розширено інфраструктуру радгоспу, соціальної сфери села.

## Галерея

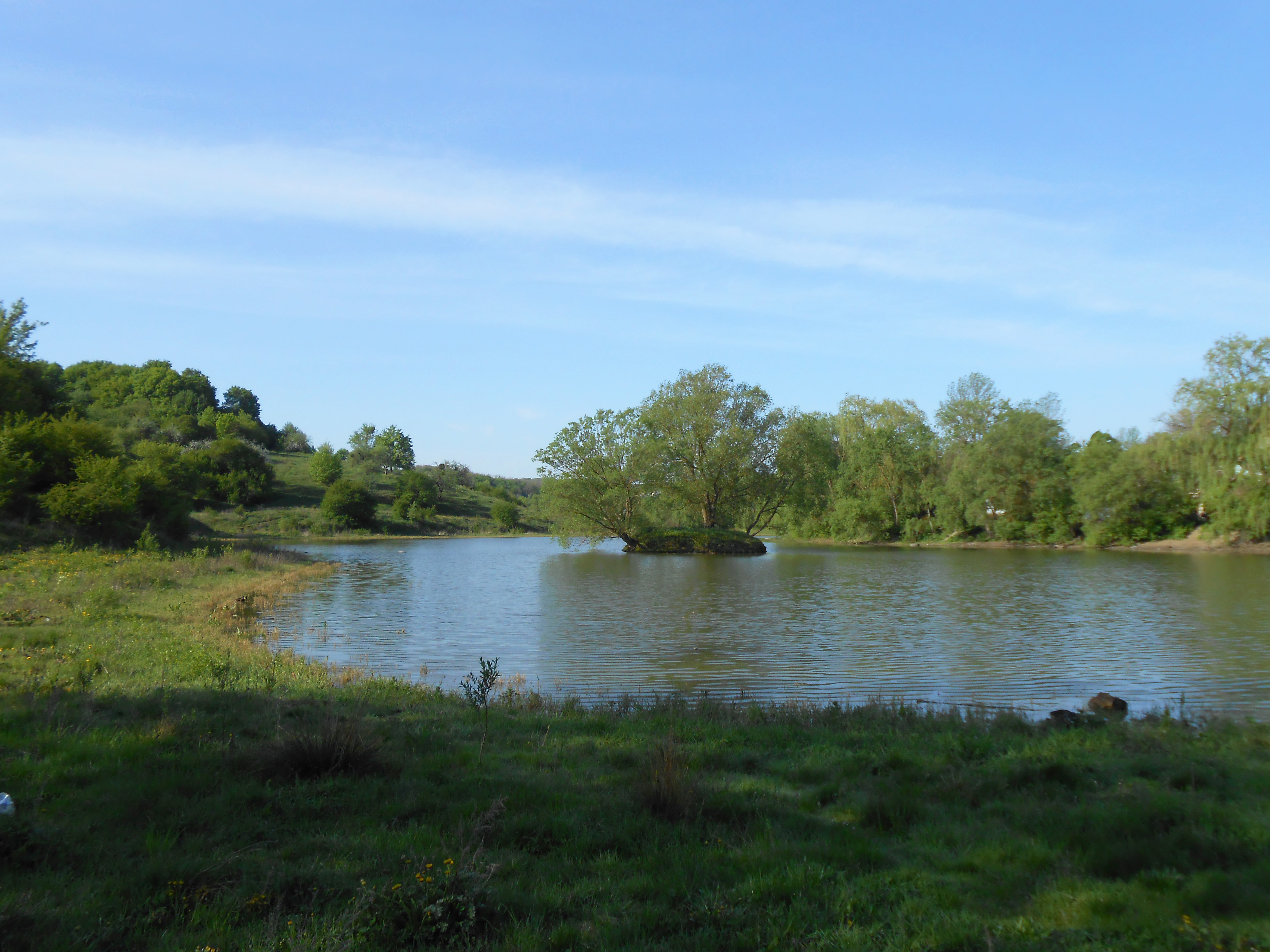
Строїнецький дендропарк
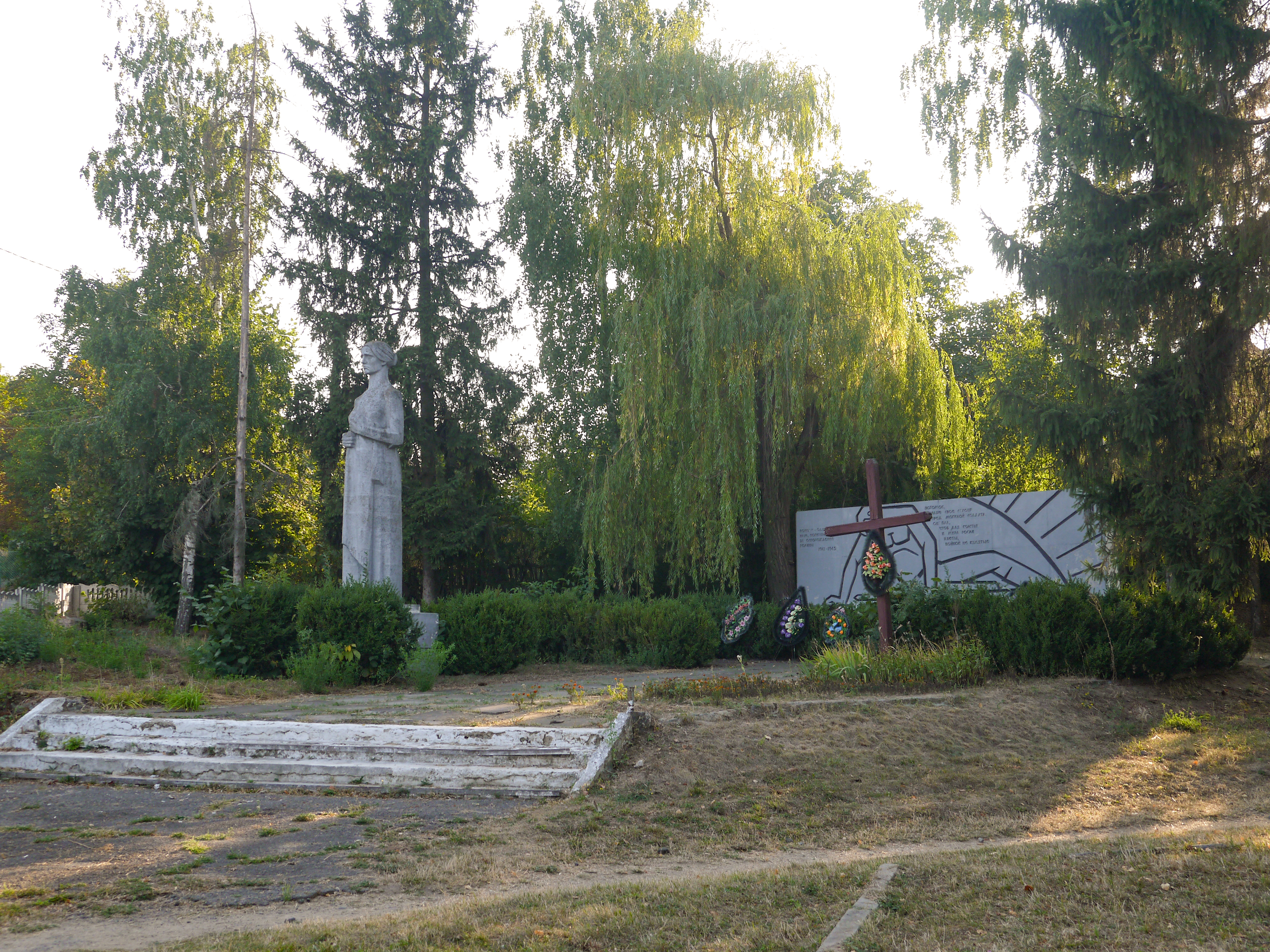
Пам'ятник 120 воїнам-односельчанам, загиблим на фронтах Другої світової війни
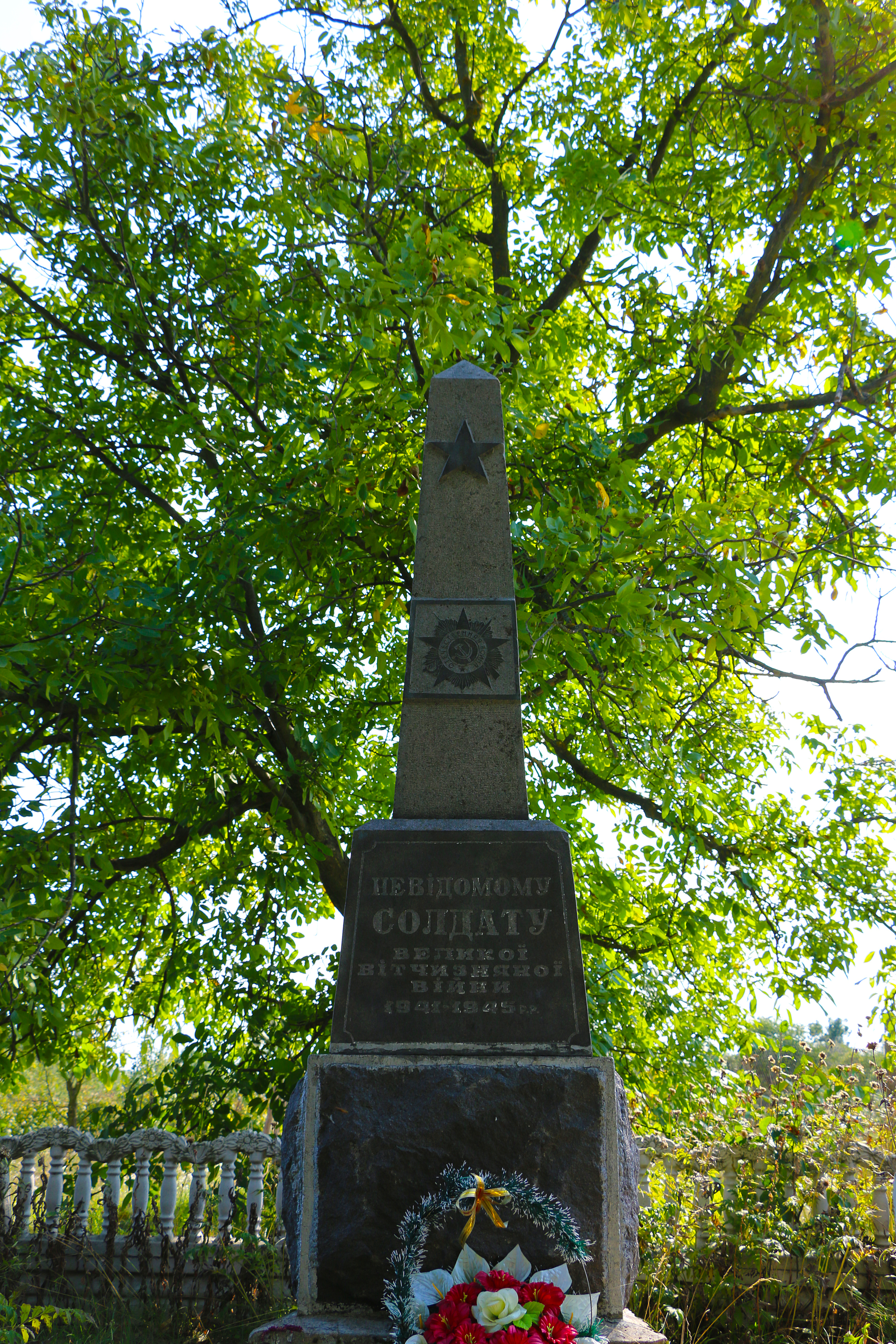
Братська могила 2 радянських воїнів, загиблих при звільненні села